# Északi összetett a 2018. évi téli olimpiai játékokon
A 2018. évi téli olimpiai játékokon az északi összetett versenyszámait Phjongcshang (Pyeongchang)ban rendezték február 14. és 22. között. Összesen három versenyszámban osztottak érmeket.

## Naptár
Az időpontok helyi idő szerint (UTC+9) és magyar idő szerint (UTC+1) is olvashatóak. A döntők kiemelt háttérrel vannak jelölve.
| Dátum       | Helyi idő | Magyar idő | Versenyszám                                        |
| ----------- | --------- | ---------- | -------------------------------------------------- |
| Február 14. | 15:00     | 07:00      | egyéni, normálsáncos verseny – síugrás, normálsánc |
| Február 14. | 17:45     | 09:45      | egyéni, normálsáncos verseny – sífutás, 10 km      |
| Február 20. | 19:00     | 11:00      | egyéni, nagysáncos verseny – síugrás, nagysánc     |
| Február 20. | 21:45     | 13:45      | egyéni, nagysáncos verseny – sífutás, 10 km        |
| Február 22. | 16:30     | 08:30      | csapatverseny – síugrás, nagysánc                  |
| Február 22. | 19:20     | 11:20      | csapatverseny – sífutás, 4 × 5 km                  |

## Éremtáblázat
(Az egyes számoszlopok legmagasabb értéke, vagy értékei vastagítással kiemelve.)
| A 2018. évi téli olimpiai játékok éremtáblázata északi összetettben | A 2018. évi téli olimpiai játékok éremtáblázata északi összetettben | A 2018. évi téli olimpiai játékok éremtáblázata északi összetettben | A 2018. évi téli olimpiai játékok éremtáblázata északi összetettben | A 2018. évi téli olimpiai játékok éremtáblázata északi összetettben | Olimpia  |
| ------------------------------------------------------------------- | ------------------------------------------------------------------- | ------------------------------------------------------------------- | ------------------------------------------------------------------- | ------------------------------------------------------------------- | -------- |
|                                                                     | Ország                                                              | Arany                                                               | Ezüst                                                               | Bronz                                                               | Összesen |
| 1.                                                                  | Németország (GER)                                                   | 3                                                                   | 1                                                                   | 1                                                                   | 5        |
|                                                                     |                                                                     |                                                                     |                                                                     |                                                                     |          |
| 2.                                                                  | Japán (JPN)                                                         | 0                                                                   | 1                                                                   | 0                                                                   | 1        |
| 2.                                                                  | Norvégia (NOR)                                                      | 0                                                                   | 1                                                                   | 0                                                                   | 1        |
|                                                                     |                                                                     |                                                                     |                                                                     |                                                                     |          |
| 4.                                                                  | Ausztria (AUT)                                                      | 0                                                                   | 0                                                                   | 2                                                                   | 2        |
|                                                                     |                                                                     |                                                                     |                                                                     |                                                                     |          |
| Összesen                                                            | Összesen                                                            | 3                                                                   | 3                                                                   | 3                                                                   | 9        |

## Érmesek
| A 2018. évi téli olimpiai játékok érmesei északi összetettben |                                                                                     |         |                                                                                    |         |                                                                                 |         |
| Versenyszám                                                   | Arany                                                                               | Arany   | Ezüst                                                                              | Ezüst   | Bronz                                                                           | Bronz   |
| Egyéni (normálsánc + 10 km)                                   | Eric Frenzel · Németország (GER)                                                    | 24:51,4 | Vatabe Akito · Japán (JPN)                                                         | 24:56,2 | Lukas Klapfer · Ausztria (AUT)                                                  | 25:09,5 |
| Egyéni (nagysánc + 10 km)                                     | Johannes Rydzek · Németország (GER)                                                 | 23:52,5 | Fabian Rießle · Németország (GER)                                                  | 23:52,9 | Eric Frenzel · Németország (GER)                                                | 23:53,3 |
| Csapatverseny (nagysánc + 4 × 5 km)                           | Németország (GER) · Vinzenz Geiger · Fabian Rießle · Eric Frenzel · Johannes Rydzek | 46:09,8 | Norvégia (NOR) · Jan Schmid · Espen Andersen · Jarl Magnus Riiber · Jørgen Graabak | 47:02,5 | Ausztria (AUT) · Wilhelm Denifl · Lukas Klapfer · Bernhard Gruber · Mario Seidl | 47:17,6 |